# 海因茨·克维亚特科夫斯基
海因茨·克维亚特科夫斯基（波蘭語：Heinz Kwiatkowski，1926年7月16日—2008年5月23日），德国前男子足球运动员，场上位置是守门员。他曾代表西德国家队参加1954年和1958年国际足联世界杯，其中1954年世界杯获得冠军。